# Финляндия на летних Олимпийских играх 1992
Финляндия принимала участие в Летних Олимпийских играх 1992 года в Барселоне (Испания) в девятнадцатый раз за свою историю, и завоевала одну золотую, две серебряные и две бронзовые медали. Сборная страны состояла из 88 человек (60 мужчин и 28 женщин).

## Медалисты
| Медаль  | Спортсмен                               | Вид спорта                  | Дисциплина                        |
| ------- | --------------------------------------- | --------------------------- | --------------------------------- |
| Золото  | Микко Колехмайнен                       | Гребля на байдарках и каноэ | Мужчины, байдарка-одиночка, 500 м |
| Серебро | Сеппо Рятю                              | Лёгкая атлетика             | Мужчины, метание копья            |
| Серебро | Томи Пойколайнен Яри Липпонен Исмо Фалк | Стрельба из лука            | Мужчины, командное первенство     |
| Бронза  | Йюри Кйялль                             | Бокс                        | Мужчины, до 63,5 кг               |
| Бронза  | Антти Касвио                            | Плавание                    | Мужчины, 200 м вольным стилем     |

## Результаты соревнований

### Академическая гребля
В следующий раунд из каждого заезда проходили несколько лучших экипажей (в зависимости от дисциплины). В финал A выходили 6 сильнейших экипажей, остальные разыгрывали места в утешительных финалах B-D.
Мужчины
| Соревнование | Спортсмены       | Предварительный заезд | Предварительный заезд | Предварительный заезд | Отборочный заезд | Отборочный заезд | Отборочный заезд | Полуфинал     | Полуфинал     | Полуфинал     | Финал   | Финал   | Итоговое место |
| Соревнование | Спортсмены       | Заезд                 | Время                 | Место                 | Заезд            | Время            | Место            | Заезд         | Время         | Место         | Время   | Место   | Итоговое место |
| ------------ | ---------------- | --------------------- | --------------------- | --------------------- | ---------------- | ---------------- | ---------------- | ------------- | ------------- | ------------- | ------- | ------- | -------------- |
| одиночки     | Пертти Карппинен | 4                     | 7:25,87               | 4                     | 3                | 7:08,82          | 2 Q              | Полуфинал A/B | Полуфинал A/B | Полуфинал A/B | Финал B | Финал B | 10             |
| одиночки     | Пертти Карппинен | 4                     | 7:25,87               | 4                     | 3                | 7:08,82          | 2 Q              | 1             | 7:12,05       | 4             | 7:08,15 | 4       | 10             |